# Le Triadou
Le Triadou är en kommun i departementet Hérault i regionen Occitanien i södra Frankrike. Kommunen ligger i kantonen Les Matelles som tillhör arrondissementet Montpellier. År 2022 hade Le Triadou 692 invånare.

## Befolkningsutveckling
Antalet invånare i kommunen Le Triadou
Referens:INSEE